# Pitta (piłkarz)
Pitta, właśc. Olivio Pires Pitta (ur. 29 maja 1954 w São Paulo) – piłkarz brazylijski, występujący na pozycji lewego pomocnika.

## Kariera klubowa
Zawodową karierę piłkarską Pitta rozpoczął w klubie Corinthians Paulista w 1973 roku. W Corinthians 11 lipca 1974 w zremisowanym 0-0 meczu z Operário Campo Grande Pitta zadebiutował w lidze brazylijskiej. W latach 1976–1980 występował Sporcie Recife. Ze Sportem zdobył mistrzostwo stanu Pernambuco – Campeonato Pernambucano w 1977.
W latach 1980–1982 był zawodnikiem Portuguesy São Paulo. W barwach Portuguesy Pitta wystąpił ostatni raz w lidze brazylijskiej 4 kwietnia 1981 w przegranym 0-1 meczu z Vitórią Salvador. Ogółem w latach 1974–1981 w I lidze wystąpił w 76 meczach, w których strzelił 3 bramki.

## Kariera reprezentacyjna
Pitta występował w olimpijskiej reprezentacji Brazylii. W 1975 roku zdobył z nią złoty medal Igrzysk Panamerykańskich. Na turnieju w Meksyku wystąpił w trzech meczach z Kostaryką, Salwadorem i Argentyną.